# Episodi di Jenny la ragazza del judo

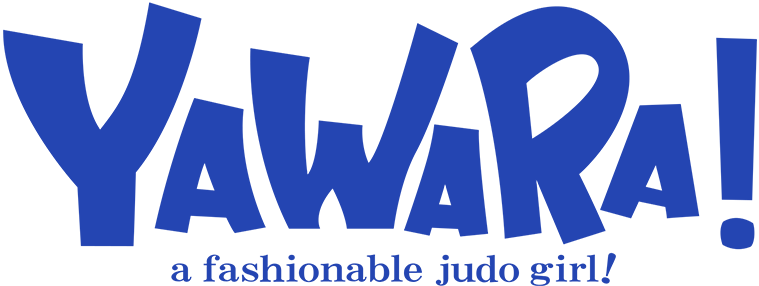
Logo originale della serie

Lista degli episodi di Jenny la ragazza del judo (YAWARA!), anime tratto dall'omonimo manga di Naoki Urasawa, trasmesso in Giappone su Yomiuri TV dal 16 ottobre 1989 al 21 settembre 1992. In Italia sono stati trasmessi su Junior TV, all'inizio degli anni novanta, solamente i primi 26 episodi; prima che cominciassero le trasmissioni, la serie era stata annunciata con il titolo Ginger, la principessa del judo (dall'adattamento francese Ginger, la jeunne fille judoka), in seguito cambiato in quello attuale.
Le sigle originali di apertura sono Miracle Girl (ミラクル・ガール?) di Mariko Nagai (ep. 1-43), Ame ni kiss no hanataba wo (雨にキッスの花束を?) di Miki Imai (ep. 44-81), Makeruna onnanoko! (負けるな女の子！?) di Yuko Hara (ep. 82-102) e YOU AND I di Mariko Nagai (ep. 103-124); quelle di chiusura sono Stand by me (スタンド・バイ・ミー?) di Rika Himenogi (ep. 1-43), Egao wo sagashite (笑顔を探して?) di Midori Karashima (ep. 44-81), Shōjo jidai (少女時代?) di Yuko Hara (ep. 82-102) e Itsumo soko ni kimi ga ita (いつもそこに君がいた?) di LAZY LOU's BOOGIE (ep. 103-124). Nell'edizione italiana parziale, in apertura viene usata una sigla in inglese di incerta provenienza, mentre in chiusura resta la prima originale.

## Lista episodi
| Nº  | Giapponese 「Kanji」 - Rōmaji - Traduzione letterale | In onda           | In onda  |
| Nº  | Giapponese 「Kanji」 - Rōmaji - Traduzione letterale | Giapponese        | Italiano |
| 1   | 「めざせバルセロナ！国民栄誉賞をとる少女ぢゃ！！」 - Mezase Baruserona! Kokumin eiyo-shō wo toru shōjo jya!! – "Obiettivo Barcellona! La ragazza che prenderà il premio d'onore nazionale!!" | 16 ottobre 1989   | 1990     |
| 2   | 「みつけた！柔のライバルは究極のお嬢さまぢゃ！！」 - Mitsuketa! Yawara no raibaru wa kyūkyoku no ojō-sama jya!! – "Trovata! La rivale di Yawara è una suprema signorina!!"                   | 23 ottobre 1989   | 1990     |
| 3   | 「風祭登場！恋にうつつをぬかすとは何事ぢゃ！！」 - Kazamatsuri tōjō! Koi ni utsutsu wo nukasu to wa nanigoto jya!!                                                                           | 30 ottobre 1989   | 1990     |
| 4   | 「柔を試合に出す作戦！これがわしのやり方ぢゃ！！」 - Yawara wo shiai ni dasu sakusen! Kore ga washi no yarikata jya!!                                                                        | 6 novembre 1989   | 1990     |
| 5   | 「いざ実戦！柔の道は一日にしてならずぢゃ！！」 - Iza jissen! Yawara no michi wa tsuitachi ni shite narazu jya!!                                                                              | 13 novembre 1989  | 1990     |
| 6   | 「ついに激写！嵐を呼ぶ大スクープぢゃ！！」 - Tsui ni gekisha! Arashi wo yobu dai sukūpu jya!!                                                                                                | 20 novembre 1989  | 1990     |
| 7   | 「ホッホッホッ！日本をゆるがす柔ブームぢゃ！！」 - Hohoho! Nihon wo yurugasu Yawara būmu jya!!                                                                                               | 27 novembre 1989  | 1990     |
| 8   | 「もう柔道なんて⋯ あたし試合に出ます！！」 - Mō jūdō nante… Atashi shiai ni de masu!! | 4 dicembre 1989   | 1990     |
| 9   | 「柔のデビュー戦！アッという間に一本ぢゃ！！」 - Yawara no debyū sen! Atto iumani ippon jya!!                                                                                                | 11 dicembre 1989  | 1990     |
| 10  | 「お母さんと一本背負い！９０年代は柔の時代 ぢゃ！！」 - Okāsan to ippon zeoi! Kyū-nendai wa Yawara no jidai jya!!                                                                            | 18 dicembre 1989  | 1990     |
| 11  | 「柔人気で高校大パニック！」 - Yawara ninki de kōkō dai panikku! | 8 gennaio 1990    | 1990     |
| 12  | 「柔コーチの課外授業！」 - Yawara kōchi no kagai jugyō! | 15 gennaio 1990   | 1990     |
| 13  | 「柔の心は葉山にゆれた！」 - Yawara no kokoro wa Hayama ni yureta! | 22 gennaio 1990   | 1990     |
| 14  | 「柔のデートは監視がいっぱい！」 - Yawara no dēto wa kanshi ga ippai! | 29 gennaio 1990   | 1990     |
| 15  | 「柔に恋の挑戦状！」 - Yawara ni koi no chōsen jō! | 5 febbraio 1990   | 1990     |
| 16  | 「柔の武道館デビュー！」 - Yawara no Budōkan debyū! | 12 febbraio 1990  | 1990     |
| 17  | 「柔の愛のメッセージ」 - Yawara no ai no messēji – "Il messaggio d'amore di Yawara" | 19 febbraio 1990  | 1990     |
| 18  | 「決戦！柔ＶＳさやか」 - Kessen! Yawara tai Sayaka – "Scontro! Yawara contro Sayaka" | 26 febbraio 1990  | 1990     |
| 19  | 「滋悟郎その愛 青春怒濤編決戦」 - Jigorō sono ai Seishun dotō hen | 5 marzo 1990      | 1990     |
| 20  | 「柔にビッグなお客様」 - Yawara ni biggu na okyaku-sama | 12 marzo 1990     | 1990     |
| 21  | 「柔と青い目の居候」 - Yawara to aoi moku no isōrō | 19 marzo 1990     | 1990     |
| 22  | 「レッツファイト ヤワラ！」 - Rettsu faito Yawara! – "Let's fight Yawara!" | 16 aprile 1990    | 1990     |
| 23  | 「シーユーアゲイン柔」 - Shī yū agein Yawara – "See you again Yawara" | 23 aprile 1990    | 1990     |
| 24  | 「柔の家庭教師は恋の達人」 - Yawara no katei kyōshi wa koi no tatsujin | 30 aprile 1990    | 1990     |
| 25  | 「恋と受験と柔の気持ち」 - Koi to juken to Yawara no kimochi | 7 maggio 1990     | 1990     |
| 26  | 「柔に衝撃の招待状！」 - Yawara ni shōgeki no jōtaijō! | 14 maggio 1990    | 1990     |
| 27  | 「柔と恋の四角関係」 - Yawara to koi no shikaku kankei | 21 maggio 1990    | -        |
| 28  | 「我が青春のマドンナ柔」 - Waga seishun no madonna Yawara | 28 maggio 1990    | -        |
| 29  | 「もうひとつの片思い」 - Mō hitotsu no kataomoi | 4 giugno 1990     | -        |
| 30  | 「一人ぼっちの一本背負い」 - Hitoribotchi no ippon zeoi | 11 giugno 1990    | -        |
| 31  | 「受験日のプレゼント」 - Juken bi no purezento | 18 giugno 1990    | -        |
| 32  | 「合格発表は荒れ模様」 - Gōkaku happyō wa are moyō | 25 giugno 1990    | -        |
| 33  | 「めざせ全日本選手権！」 - Mezase zen Nippon senshuken! | 2 luglio 1990     | -        |
| 34  | 「ライバルたちの競演」 - Raibaru-tachi no kyōen | 9 luglio 1990     | -        |
| 35  | 「お嬢サマの執念」 - Ojō-sama no shūnen | 16 luglio 1990    | -        |
| 36  | 「嗚呼花園！涙の卒業式」 - Ā Hanazono! Namida no sotsu gyōshiki | 23 luglio 1990    | -        |
| 37  | 「滋悟郎その愛 純愛飛翔編」 - Jigorō sono ai Junai hishō hen | 30 luglio 1990    | -        |
| 38  | 「心ウキウキ女子大生活」 - Kokoro ukiuki joshidai seikatsu | 6 agosto 1990     | -        |
| 39  | 「ブルーナイトヨコハマ」 - Burū naito Yokohama – "Blue Night Yokohama" | 13 agosto 1990    | -        |
| 40  | 「富士子さんの秘密！」 - Fujiko-san no himitsu! – "Il segreto di Fujiko!" | 20 agosto 1990    | -        |
| 41  | 「一日だけのアルバイト」 - Tsui tachi dake no arubaito | 27 agosto 1990    | -        |
| 42  | 「ディスコで一本背負い！」 - Disuko de ippon zeoi! | 3 settembre 1990  | -        |
| 43  | 「無差別級こそ柔の道ぢゃ！」 - Musabetsu kyū koso Yawara no michi jya! | 17 settembre 1990 | -        |
| 44  | 「代表選手今夜発表！」 - Daihyō senshu konya happyō! | 15 ottobre 1990   | -        |
| 45  | 「ワールドカップが終わったら⋯」 - Wārudo Kappu ga owattara… – "Una volta finita la World Cup…"                                                                                               | 22 ottobre 1990   | -        |
| 46  | 「開幕！ワールドカップ」 - Kaimaku! Wārudo Kappu – "Si alza il sipario! World Cup" | 29 ottobre 1990   | -        |
| 47  | 「危うし！日本女子柔道！！」 - Ayaushi! Nippon joshi jūdō!! | 5 novembre 1990   | -        |
| 48  | 「無差別級の強豪たち」 - Musabetsu kyū no kyōgō-tachi | 19 novembre 1990  | -        |
| 49  | 「柔ＶＳ女王ベルッケンス」 - Yawara tai Jō Berukkensu – "Yawara contro la regina Belkens" | 26 novembre 1990  | -        |
| 50  | 「柔と戦うために⋯」 - Yawara to tatakau tame ni… | 3 dicembre 1990   | -        |
| 51  | 「虎滋郎からの手紙」 - Kojirō kara no tegami – "La lettera da parte di Kojiro" | 10 dicembre 1990  | -        |
| 52  | 「死闘！テレシコワ戦！！」 - Shitō! Tereshikowa sen!! | 17 dicembre 1990  | -        |
| 53  | 「松田の独占インタビュー」 - Matsuda no dokusen intabyū | 7 gennaio 1991    | -        |
| 54  | 「総集編１ すべてはあの一瞬からはじまった！！」 - Sōshūhen ichi Subete wa ano isshun kara hajimatta!!                                                                                        | 14 gennaio 1991   | -        |
| 55  | 「総集編２ 来た見た勝った！世界一の柔道ガール！！」 - Sōshūhen ni Kita mita katta! Sekai ichi no jūdō gāru!!                                                                                 | 21 gennaio 1991   | -        |
| 56  | 「私、柔道やめます！」 - Watashi, jūdō yamemasu! – "Io, smetto di fare judo!" | 28 gennaio 1991   | -        |
| 57  | 「富士子さんの決意」 - Fujiko-san no ketsui – "La determinazione di Fujiko" | 4 febbraio 1991   | -        |
| 58  | 「カナダからの手紙」 - Kanada kara no tegami – "La lettera arrivata dal Canada" | 11 febbraio 1991  | -        |
| 59  | 「最後の一本背負い！？」 - Saigo no ippon zeoi!? | 18 febbraio 1991  | -        |
| 60  | 「日本一弱い柔道部」 - Nippon ichi yowai jūdō bu | 25 febbraio 1991  | -        |
| 61  | 「究極の特訓メニューぢゃ！」 - Kyūkyoku no tokkun menyū jya! | 4 marzo 1991      | -        |
| 62  | 「あぶないデビュー戦！」 - Abunai debyū sen! | 11 marzo 1991     | -        |
| 63  | 「秘技！白鳥の湖！！」 - Higi! Hakuchō no mizūmi!! | 18 marzo 1991     | -        |
| 64  | 「私、出てみようかな」 - Watashi, dete miyō ka na | 15 aprile 1991    | -        |
| 65  | 「富士子と恋と柔道と」 - Fujiko to koi to jūdō to – "Con Fujiko, l'amore e il judo" | 22 aprile 1991    | -        |
| 66  | 「みんな柔を倒したい！」 - Minna Yawara wo taoshitai! | 29 aprile 1991    | -        |
| 67  | 「立ちはだかる大きな壁」 - Tachihadakaru ōkina kabe | 6 maggio 1991     | -        |
| 68  | 「白鳥ＶＳ重戦車」 - Shiratori tai jū sensha | 13 maggio 1991    | -        |
| 69  | 「がんばってキョンキョン！」 - Ganbatte Kyonkyon! – "Forza Kyon-Kyon!" | 27 maggio 1991    | -        |
| 70  | 「邪魔者は消えなさい！」 - Jamasha wa kienasai! | 3 giugno 1991     | -        |
| 71  | 「電光石火の一本背負い」 - Denkō sekka no ippon zeoi | 10 giugno 1991    | -        |
| 72  | 「なるか！驚異の５人抜き」 - Naru ka! Kyōi no gō-ri nuki | 17 giugno 1991    | -        |
| 73  | 「猪熊虎滋郎動く！」 - Inokuma Kojirō ugoku! – "Kojiro Inokuma in movimento!" | 24 giugno 1991    | -        |
| 74  | 「柔の就職戦線異状あり！」 - Yawara no shūshoku sensen ijō ari! | 1º luglio 1991    | -        |
| 75  | 「恋の体重別選手権」 - Koi no taijū betsu senshuken | 8 luglio 1991     | -        |
| 76  | 「あったまきちゃった！！」 - Atta maki chatta!! | 15 luglio 1991    | -        |
| 77  | 「新必殺技！くるみ割り人形！！」 - Shin hissa waza! Kurumiwari ningyō!! | 22 luglio 1991    | -        |
| 78  | 「笑顔の一本背負い！」 - Egao no ippon zeoi! | 29 luglio 1991    | -        |
| 79  | 「がんばれ富士子！一等賞は目の前だ！！」 - Ganbare Fujiko! Ichi tōshō wa me no mae da!! – "Forza Fujiko! Il primo posto è proprio davanti ai tuoi occhi!!"                                   | 5 agosto 1991     | -        |
| 80  | 「世界選手権代表決定！」 - Sekai senshuken daihyō kettei! | 12 agosto 1991    | -        |
| 81  | 「富士子の強化合宿初体験！」 - Fujiko no kyōka gasshuku shotai ken! | 9 settembre 1991  | -        |
| 82  | 「開幕！ユーゴスラビア世界選手権」 - Kaimaku! Yūgosurabia sekai senshuken – "Si alza il sipario! Campionato mondiale in Jugoslavia"                                                          | 14 ottobre 1991   | -        |
| 83  | 「世界の強豪目白押し！」 - Sekai no kyōgō mejiro oshi! | 21 ottobre 1991   | -        |
| 84  | 「初めてのプレッシャー」 - Hajimete no puresshā – "La prima volta sotto pressione" | 28 ottobre 1991   | -        |
| 85  | 「世界にはばたく白鳥の湖」 - Sekai ni habataku hakuchō no mizūmi | 4 novembre 1991   | -        |
| 86  | 「絶好調と絶不調！」 - Zekkō chō to zetsu fuchō! | 11 novembre 1991  | -        |
| 87  | 「爆走！パッパラーおじさん」 - Bakusō! Papparā oji-san | 18 novembre 1991  | -        |
| 88  | 「大激突！白鳥の湖ＶＳ裏投げ！！」 - Dai gekitotsu! Hakuchō no mizūmi tai uranage!! | 25 novembre 1991  | -        |
| 89  | 「不敗神話！」 - Fuhai shinwa! | 2 dicembre 1991   | -        |
| 90  | 「滋悟郎その愛 —感涙友情編—」 - Jigorō sono ai -Kanrui yūjō hen- | 9 dicembre 1991   | -        |
| 91  | 「今度は卒業記念試合ぢゃ！」 - Kondo wa sotsugyō kinen shiai jya! | 16 dicembre 1991  | -        |
| 92  | 「発覚！究極の陰謀」 - Hakkaku! Kyūkyoku no inbō | 6 gennaio 1992    | -        |
| 93  | 「キョンキョン命がけ！」 - Kyonkyon inochi gake! – "Kyon-Kyon rischia la vita!" | 13 gennaio 1992   | -        |
| 94  | 「太っててよかった！」 - Futottete yokatta! – "Per fortuna sono grassa!" | 20 gennaio 1992   | -        |
| 95  | 「一本とって勝てィ！」 - Ippon to tte katei! | 27 gennaio 1992   | -        |
| 96  | 「帰ってきたお嬢サマ」 - Kaettekita ojō-sama – "La signorina è tornata" | 3 febbraio 1992   | -        |
| 97  | 「卒業式が終わったら⋯」 - Sotsugyō shiki ga owattara… | 10 febbraio 1992  | -        |
| 98  | 「ファーストキス！」 - Fāsuto kisu! – "Primo bacio!" | 17 febbraio 1992  | -        |
| 99  | 「新入社員の初仕事」 - Shinnyū shain no hatsu shigoto | 24 febbraio 1992  | -        |
| 100 | 「北海道と武道館」 - Hokkaidō to Budōkan – "Hokkaidō e il Budōkan" | 2 marzo 1992      | -        |
| 101 | 「不戦敗にはさせない！」 - Fusenpai ni wa sasenai! | 9 marzo 1992      | -        |
| 102 | 「走れ！全日本選手権！！」 - Hashire! Zen Nippon senshuken!! | 16 marzo 1992     | -        |
| 103 | 「さやか怒濤の快進撃」 - Sayaka dotō no kai shingeki | 13 aprile 1992    | -        |
| 104 | 「宿命の対決！」 - Shukumei no taiketsu! | 20 aprile 1992    | -        |
| 105 | 「お嬢様の秘密兵器」 - Ojōsama no himitsu heiki | 27 aprile 1992    | -        |
| 106 | 「夢の親友対決！」 - Yume no shinyū taiketsu! | 4 maggio 1992     | -        |
| 107 | 「⋯ 泊まっていこうかな」 - … Tomatte ikō ka na | 11 maggio 1992    | -        |
| 108 | 「男たちの決意！」 - Otoko-tachi no ketsui! – "La determinazione degli uomini!" | 18 maggio 1992    | -        |
| 109 | 「花園、炎のアイラブユー！」 - Hanazono, honō no ai rabu yū! – "Hanazono, I Love You fiammeggiante!"                                                                                         | 25 maggio 1992    | -        |
| 110 | 「わたしのチャンピオン」 - Watashi no chanpion – "Il mio campione" | 1º giugno 1992    | -        |
| 111 | 「富士子衝撃の引退宣言！」 - Fujiko shōgeki no intai sengen! | 8 giugno 1992     | -        |
| 112 | 「お父さんのうしろ姿」 - Otō-san no ushiro sugata – "La figura da dietro di papà" | 15 giugno 1992    | -        |
| 113 | 「不敗神話が終わる時」 - Fuhai shinwa ga owaru toki | 22 giugno 1992    | -        |
| 114 | 「世界一のお嬢サマ」 - Sekai ichi no ojō-sama – "La signorina numero uno del mondo" | 29 giugno 1992    | -        |
| 115 | 「富士子ママの挑戦！」 - Fujiko mama no chōsen! – "La sfida di mamma Fujiko!" | 6 luglio 1992     | -        |
| 116 | 「バカこくでねえ！」 - Baka koku de nē! | 20 luglio 1992    | -        |
| 117 | 「最高のプレゼント」 - Saikō no purezento – "Il miglior regalo" | 20 luglio 1992    | -        |
| 118 | 「さやかの極秘特訓」 - Sayaka no gokuhi tokkun – "L'allenamento segreto di Sayaka" | 3 agosto 1992     | -        |
| 119 | 「爆弾発言！」 - Bakudan hatsugen! | 17 agosto 1992    | -        |
| 120 | 「復活の一本背負い！」 - Fukkatsu no ippon zeoi! | 24 agosto 1992    | -        |
| 121 | 「バルセロナへ行くんだから」 - Baruserona he ikun dakara – "Perché andare a Barcellona" | 31 agosto 1992    | -        |
| 122 | 「はじめての一等賞」 - Hajimete no ichi tōshō | 7 settembre 1992  | -        |
| 123 | 「死闘」 - Shitō – "Lotta contro la morte" | 14 settembre 1992 | -        |
| 124 | 「ずっと君のことが」 - Zutto kimi no koto ga – "Ho sempre pensato a te" | 21 settembre 1992 | -        |